# FC Chanthabouly
El FC Chanthabouly es un equipo de fútbol de Laos que milita en la Liga de Fútbol de Laos, el torneo de fútbol más importante del país.

## Palmarés
- Lao Premier League: 5

2015, 2017, 2018, 2019, 2020
- LAO FF Cup: 1

2019

## Participación en competiciones de la AFC
| Temporada | Torneo                   | Ronda        | Club               | Casa      | Visita    | Global    |
| --------- | ------------------------ | ------------ | ------------------ | --------- | --------- | --------- |
| 2015      | AFC Cup                  | Grupo H      | Ayeyawady United   | 2–2       | 4–3       | 4° Lugar  |
| 2015      | AFC Cup                  | Grupo H      | New Radiant        | 1–1       | 2–1       | 4° Lugar  |
| 2015      | AFC Cup                  | Grupo H      | Persib Bandung     | 0–0       | 1–0       | 4° Lugar  |
| 2015      | Mekong Club Championship | 1            | Boeung Ket FC      | 0–2       |           |           |
| 2015      | Mekong Club Championship | 1            | Yangon United      | 5–2       |           |           |
| 2016      | AFC Cup                  | Grupo H      | Johor Darul Ta'zim | 1–4       | 0–3       | 4° Lugar  |
| 2016      | AFC Cup                  | Grupo H      | Bengaluru FC       | 2–1       | 2–1       | 4° Lugar  |
| 2016      | AFC Cup                  | Grupo H      | Ayeyawady United   | 1–2       | 4–1       | 4° Lugar  |
| 2017      | AFC Cup                  | Play-off     | Boeung Ket Angkor  | 0–1       | 1–1       | 1–2       |
| 2017      | Mekong Club Championship | Semifinal    | Sanna Khánh Hòa    | 0–2       |           |           |
| 2018      | AFC Cup                  | Play-off     | Boeung Ket Angkor  | 0–1       | 3–3       | 3–4       |
| 2019      | AFC Cup                  | Grupo H      | Kaya Iloilo        | 1–1       | 5–1       | 4° Lugar  |
| 2019      | AFC Cup                  | Grupo H      | PSM Makassar       | 0–3       | 7–3       | 4° Lugar  |
| 2019      | AFC Cup                  | Grupo H      | Home United        | 2–3       | 1–0       | 4° Lugar  |
| 2020      | AFC Cup                  | Grupo F      | Hougang United     | 1–3       | Cancelado | 4° Lugar  |
| 2020      | AFC Cup                  | Grupo F      | Yangon United      | Cancelado | 3–2       | 4° Lugar  |
| 2020      | AFC Cup                  | Grupo F      | Hồ Chí Minh City   | 0–2       | Cancelado | 4° Lugar  |
| 2021      | AFC Cup                  | Preliminar 2 | Kasuka             | Cancelado | Cancelado | Cancelado |

## Entrenadores
- Somsack Keodara (2013-2014)
- David Booth (2014-)